# Eight Mile (Alabama)
Eight Mile è una località (unincorporated community) degli Stati Uniti d'America situato nella contea di Mobile dello stato dell'Alabama.
Deve il suo nome (in italiano "Otto Miglia") alla distanza dalla città di Mobile, della quale è un sobborgo nord-occidentale.